# 朝露 (曲)
「朝露」（あさつゆ、아침 이슬、アチミスル）は、大韓民国のシンガーソングライター、キム・ミンギが作詞作曲した楽曲。女性歌手のヤン・ヒウンが1971年に発表したデビューアルバムに収録された。歌詞に直接的な表現はないものの、軍事政権下で民主化を求める若者や学生の間で愛唱され、朴正熙大統領は1975年5月に本作を禁止した。1980年代の全斗煥政権下でも、民主化運動を象徴する歌として歌われ続けた。

## 概要
1970年10月28日、ソウル大学校美術大学に通うキム・ミンギはアパートの一室で歌を一曲書いた。キムは美術作業がうまくいかないとギターを持ってよく曲を書いた。「太陽は墓地の上に赤く浮かび」という一節は、酒を飲んで共同墓地の近くで寝てしまい朝日を浴びながら目が覚めた時の経験をそのまま歌詞に移しただけだった。その曲が「朝露」（アチミスル）であった。当時住んでいた水踰洞（スユドン）の家のうしろには山があり、「野山で見た朝露のイメージで歌を書いただけ」ともキム自身は述べている。
京畿女子高等学校の学生だったヤン・ヒウンはフォークのメッカだった明洞のYWCA講堂で、キム・ミンギが「朝露」を弾き語りするのを偶然聴いた。また二人は斎洞初等学校の卒業生でもあった。ヤンはたちまち心を奪われ、キムが破り捨てた楽譜をごみ箱から拾い、つなぎ合わせ、練習をした。1971年3月に西江大学校に入学するが、母親の店が火事になり、生計を立てるために歌わなければならなくなった。フォークデュオ「ツインフォリオ」のメンバーのソン・チャンシクに「歌わせてほしい」と頼むと、ソンはヤンを明洞の酒場に連れて行き、自分の出演時間を10分短縮することで、ヤンに仕事を与えた。
人気も出て実力が認められたヤンはアルバム1枚製作することとなった。1971年9月、デビューアルバム『양희은 고운노래 모음』が発売された。キム・ミンギ作の「朝露」と「その日」が収録された。収録曲10曲のうち、「朝露」と「その日」とコ・ウンが作詞した「セノヤ」が韓国の曲で、他の7曲は主に北米のフォークソングのカバーで占められた。ピーター・ポール&マリーの「パフ」、ブラザース・フォアの「七つの水仙」、ジョニ・ミッチェルの「青春の光と影」、ジョーン・バエズのセカンドアルバムに収録された「愛の喜び」などを韓国語と英語を交えて歌った。
それからひと月後の同年10月、キム・ミンギのデビューアルバム『김민기』が発売された。「朝露」も収録された。キム本人のバージョンはピアノと弦楽器の演奏で歌われる。1972年春、キムはソウル大学校文理科大学の新入生歓迎会に招かれた。歓迎会で学生たちが歌う歌を指導したため、東大門警察署の署員に連行され、彼のデビューアルバムは押収された。
ヤン・ヒウンのデビューアルバムは大ヒットした。それに伴い、本作も若者のあいだで広まった。美しい歌詞を称えるとして政府は1973年に「健全歌謡リスト」に指定した。ところが大学生たちが中心となった反政府デモの現場で歌われるようになったことから、朴正熙政権は一転、1975年5月13日に緊急措置9号を発動し、「朝露」を禁止した。
1987年6月29日、大統領選挙候補者の盧泰愚はいわゆる「民主化宣言」を行った。国民の民主化要求の高まりに伴い、同年9月5日、放送審議委員会は放送禁止歌謡500曲を解除し、「朝露」も「椿娘」などと共に再び電波に乗ることになった。
2007年6月10日、民主化闘争20周年を記念する式典が行われ、盧武鉉大統領夫妻、林采正国会議長、丁世均開かれたウリ党議長はじめ、各界の代表が出席した。そして参加者約3000人が総立ちで「朝露」を大合唱した。
2021年9月22日、京畿アートセンターで「朝露50周年記念トリビュートコンサート」が行われた。チャン・ピルスン、ハン・ヨンエ、イ･ウンミら多くの歌手、ミュージシャンが参加した。「秋の手紙」、「小さな池」、「常緑樹」などキム・ミンギの曲をそれぞれが歌い、最後に全員で「朝露」を歌った。
「発表されて50年以上が経った今も、韓国人に最も愛される歌の一つ」と評される。